# Arsura (gmina)
Arsura – gmina w Rumunii, w okręgu Vaslui. Obejmuje miejscowości Arsura, Fundătura, Mihail Kogălniceanu i Pâhnești. W 2011 roku liczyła 1717 mieszkańców.